# Trollskogen

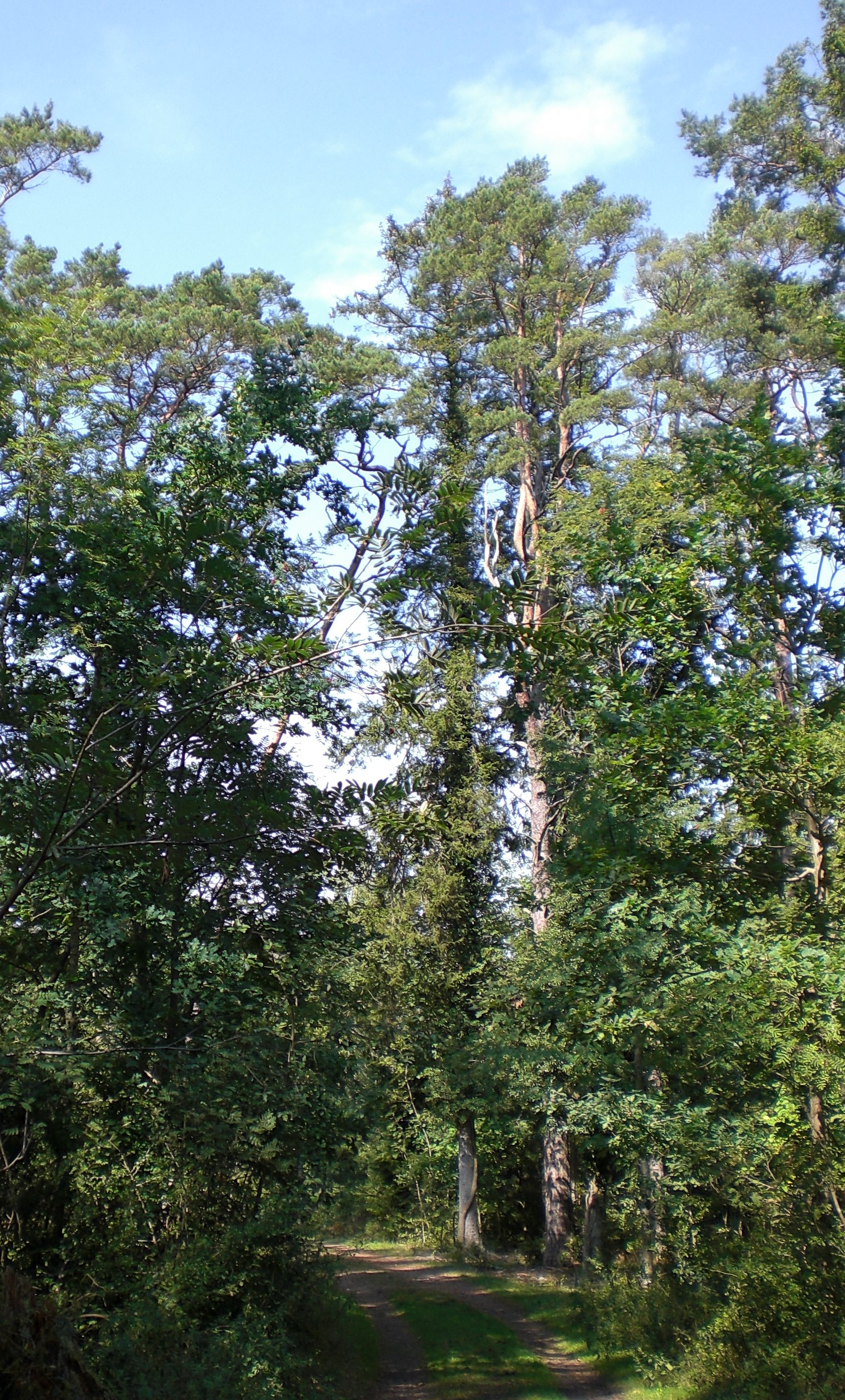
Weg durch den Trollskogen

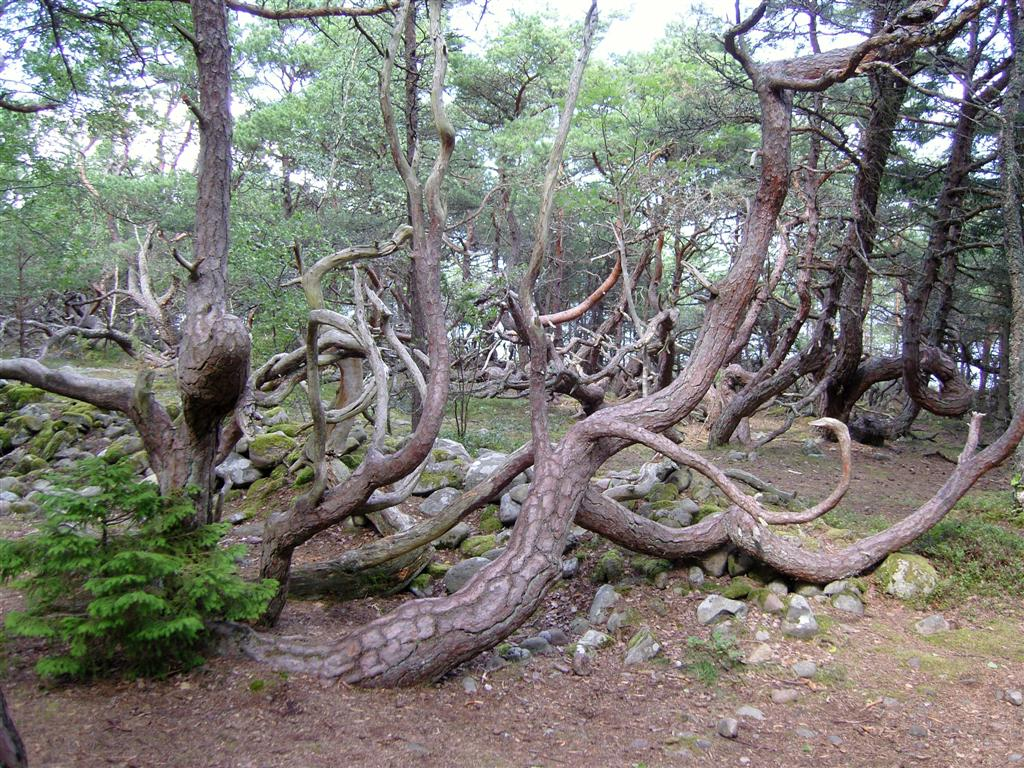
Baum an der Ostseeküste des Trollskogen

Trollskogen (dt.: Zauberwald) ist ein Naturreservat an der Nordspitze der schwedischen Ostseeinsel Öland.

## Lage
Der Trollskogen gehört zum Ökopark Böda und liegt auf der nordöstlichsten Landzunge Ölands. Im Norden und Osten grenzt die Ostsee, im Westen die Bucht Grankullaviken an. Das Naturschutzgebiet Bödakusten östra liegt südlich.
Durch den Trollskogen ziehen sich drei Wanderwege. Der Kürzeste (0,9 Kilometer) führt nur durch den südwestlichen Teil des Gebiets. Ein weiterer Wanderweg (2,7 Kilometer) führt entlang der Küste zur Bucht Grankullaviken und durch den inneren Teil des Trollskogens. Der längste Weg (4,5 Kilometer), anders als die beiden Vorgenannten nicht rollstuhlgerecht, führt entlang beider Küsten der Halbinsel. Ausgangspunkt aller Wege ist ein Naturum-Zentrum im Süden des Trollskogens, in dem über die öländischen Landschaften informiert wird.

## Natur
Die Besonderheit des Trollskogen, der er auch seinen Namen verdankt, sind sehr alte krumm gewachsene Bäume. In der Nähe der Steinstrände der Ostsee sorgt der oft starke Wind für den ungewöhnlichen Wuchs der in ungeschützter Lage stehenden Bäume. Im Inneren des Trollskogen dominierte Nadelwald mit zum Teil 200 Jahre alten Kiefern. Abgestorbene Bäume stehen als totes Holz, am Boden liegen umgestürzte Bäume. Der urwüchsige Eindruck wird von wucherndem Efeu verstärkt. Der Strand zur Bucht Grankullaviken ist anders als die Ostseestrände von offenen Uferwiesen geprägt, die als Weidefläche dienen.
Auffällig sind die im Kiefernwald stehenden einzelnen alten Eichen. Sie sind der Rest der früheren, durch stärkere Beweidung geprägten Landschaft, in der nur ein lichter, von Eichen geprägter Wald bestand.
Im Gegensatz zu Teilen des südlich gelegenen Gebiets Bödakuste östra ist der Trollskogen artenreich. Die auch heute noch in Teilen des Gebiets stattfindende Beweidung sorgt für lichtere Abschnitte des Waldes, in denen unterschiedliche Pflanzen und Tiere einen Lebensraum finden. So wachsen im Trollskogen Hunds-Kerbl (Anthriscus caucalis M. Bieb.) Winterlieb (Chimaphila umbellata (L.) W. P. C. Barton), Schwertblättriges Waldvögelein, Salz-Beifuss (Seriphidium maritimum (L.) Poljakov), Pachyphiale carneola, Sphinctrina turbinata und Calicium abietinum.
Die alten Kiefern und Eichen und insbesondere die abgestorbenen Bäume bieten Lebensraum für unterschiedlichste Insektenarten.

## Sehenswürdigkeiten

Karte

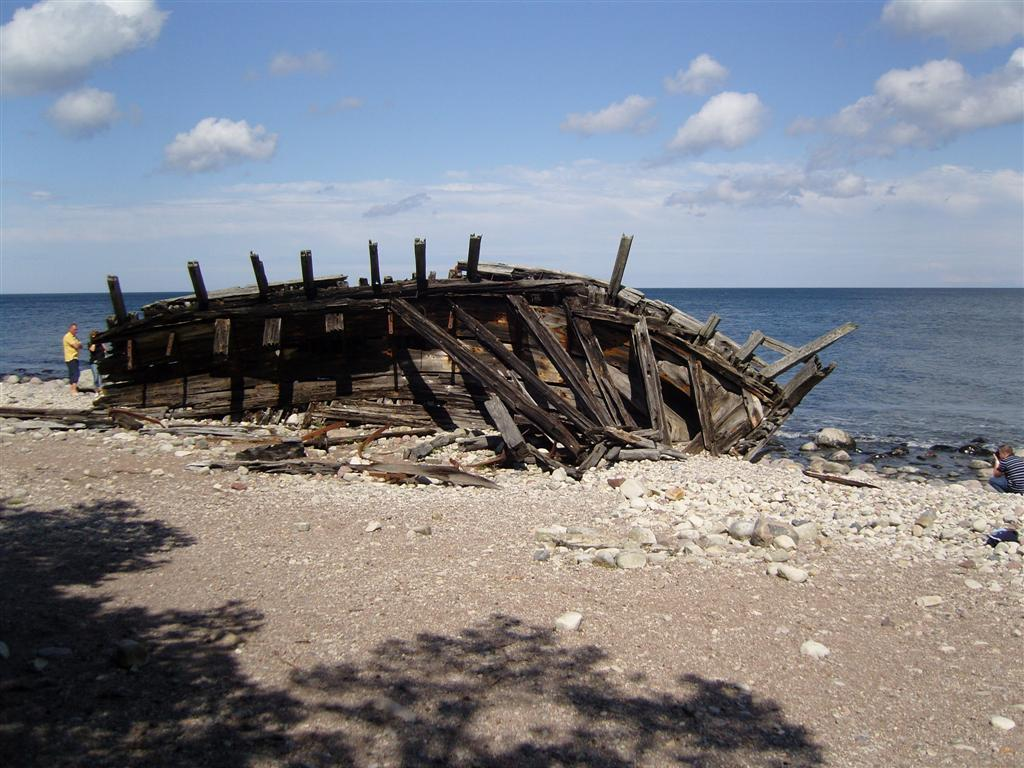
Wrack

In der Nähe der Ostküste steht die besonders alte und verwachsene Eiche Trolleken (deutsch Zaubereiche). Es ist eine der ältesten Eichen Ölands.
Im Trollskogen bestehen aber auch Hinterlassenschaften menschlichen Wirkens in historischer und vorhistorischer Zeit. So gibt es auf dem Areal des Naturschutzgebiets etwa 15 Grabhügel und Steinsetzungen prähistorischer Grabanlagen. Bemerkenswert ist auch die im Süden verlaufende Jaktmuren aus dem 16. Jahrhundert. An der Ostseeküste liegt das Wrack des Schoners Swiks, der während eines Sturms zu Weihnachten 1926 am Ufer des Trollskogens strandete.